# Talía Roselló Saus
Talía Roselló Saus (Xest, 18 de gener de 1981) és una política valenciana, diputada al Congrés dels Diputats en la Xa Legislatura.
Té estudis de Dret i d'Empresarials. És presidenta del Comitè Nacional de Joves Socialistes i membre del Consell Federal del PSPV-PSOE. Considerada propera al sector de Jorge Alarte fou la número 2 de la llista del PSPV-PSOE a l'ajuntament de Xest a les eleccions municipals espanyoles de 2011. El 2012 treballava com a assessora del grup municipal socialista a l'ajuntament de Paterna.
El juliol de 2015 va substituir en el seu escó Antoni Such Botella, alhora substitut d'Inmaculada Rodríguez-Piñero Fernández, escollida diputada a les eleccions generals espanyoles de 2011. Ha estat portaveu adjunta de la Comissió de Cooperació Internacional per al Desenvolupament del Congrés dels Diputats.